# Šentrupert (Jugovzhodna Slovenija)
Šentrupert (Duits: Sankt Ruprecht of Sankt Rupert) is een gemeente in de Sloveense regio Jugovzhodna Slovenija en telt 2419 inwoners (2007).

## Plaatsen in de gemeente
Bistrica, Brinje, Dolenje Jesenice, Draga pri Šentrupertu, Gorenje Jesenice, Hom, Hrastno, Kamnje, Kostanjevica, Mali Cirnik pri Šentjanžu, Okrog, Prelesje, Ravne nad Šentrupertom, Rakovnik pri Šentrupertu, Ravnik, Roženberk, Slovenska vas, Straža, Šentrupert, Škrljevo, Trstenik, Vesela Gora, Vrh, Zabukovje, Zaloka
Črnomelj · Dolenjske Toplice · Kočevje · Kostel · Loški Potok · Metlika · Mirna · Mirna Peč · Mokronog-Trebelno · Novo mesto · Osilnica · Ribnica · Semič · Šentjernej · Šentrupert · Škocjan · Šmarješke Toplice · Sodražica · Straža · Trebnje · Žužemberk
1. ↑  "Prebivalstvo po starosti in spolu, občine, Slovenija, polletno". Statistični urad Republike Slovenije. Geraadpleegd op 18 april 2021.